# Cartografische conventies
Cartografische conventies zijn de gebruikelijke keuzes voor de symbolen in kaarten.
De symbolen, de kleur en textuur voor punten, lijnen en vlakken, worden vaak bepaald door wat gebruikelijk is en/of wat intuïtief begrepen wordt, zoals een icoon van een vliegtuig voor een vliegveld, een geblokte lijn voor een spoorweg en een blauw vlak voor de zee. Hierdoor zijn kaarten vaak ook zonder de legenda grotendeels al te lezen.